# Flaggen und Wappen der Gemeinden San Marinos

Geographische Lage San Marinos

Die nachfolgende Liste enthält die Flaggen und Wappen der neun Gemeinden (ital. Castelli) der Republik San Marino (ital. Serenissima Repubblica di San Marino).
Alle Flaggen haben den gleichen Grund, zwei gleich große horizontale Streifen in den Landesfarben San Marinos. Der obere Streifen ist weiß und steht für Frieden, der untere Streifen ist hellblau und steht für Freiheit. Über dem Grund liegt links in vertikaler Schrift von unten nach oben der jeweilige Name der Gemeinde und mittig das jeweilige Wappen der Gemeinde.

## Flaggen- und Wappenübersicht
| Flagge | Wappen | Gemeinde (Langform)                                      | Geographische Lage |
| ------ | ------ | -------------------------------------------------------- | ------------------ |
|        |        | Acquaviva (Castello di Acquaviva)                        |                    |
|        |        | Borgo Maggiore (Castello di Borgo Maggiore)              |                    |
|        |        | Chiesanuova (Castello di Chiesanuova)                    |                    |
|        |        | Città di San Marino (Castello della Città di San Marino) |                    |
|        |        | Domagnano (Castello di Domagnano)                        |                    |
|        |        | Faetano (Castello di Faetano)                            |                    |
|        |        | Fiorentino (Castello di Fiorentino)                      |                    |
|        |        | Montegiardino (Castello di Montegiardino)                |                    |
|        |        | Serravalle (Castello di Serravalle)                      |                    |